# Illicium brevistylum
Illicium brevistylum är en tvåhjärtbladig växtart som beskrevs av Albert Charles Smith. Illicium brevistylum ingår i släktet Illicium och familjen Schisandraceae. Inga underarter finns listade.